# لاو لاوریتزن
لاو لاوریتزن (انگلیسی: Lau Lauritzen Sr.؛ ۱۳ مارس ۱۸۷۸ – ۲ ژوئیهٔ ۱۹۳۸) فیلم‌نامه‌نویس، بازیگر، کارگردان فیلم، و بازیگر سینما اهل دانمارک بود.
از فیلم‌ها یا برنامه‌های تلویزیونی که وی در آن نقش داشته‌است می‌توان به آتلانتیس اشاره کرد.